# Östgöta infanteriregemente
Östgöta infanteriregemente var ett infanteriförband inom svenska armén som verkade i olika former åren 1634–1709, 1709–1791 och 1942–1949. Regementet blev indelt 1685 och dess soldater rekryterades från Östergötland.

## Historia

### Bildandet
Regementet har sitt ursprung i fänikor (kompanier) uppsatt i Östergötland 1551. År 1619 organiserades dessa enheter tillsammans med fänikor från det närliggande Jönköpings län av Gustav II Adolf till det storregementet Östergötlands storregemente, varav nio av de totalt 24 kompanier rekryterades i Östergötland. Östgöta storregemente bestod av tre fältregemente. Någon gång mellan 1623 och 1628 delades det storregementet permanent i tre mindre regemente, varav Östgöta infanteriregemente var ett.

### Rangordningen
I 1634 års regeringsform fastställdes den svenska regementetsindelningen, där det angavs att armén skulle bestå av 28 regementen till häst och fot, med fördelningen av åtta till häst och 20 till fot. De indelta och roterande regementena namngavs efter län eller landskap, medan de värvade regementena uppkallades efter sin chef. Regeringsformen angav Östgöta infanteriregemente som det åttonde i ordningen. Dock blev det ett nummer som aldrig användes, annat än för att ange regementets plats, enligt den då gällande rangordning. Regementets första befälhavare var Johan Banér. Östgöta infanteriregemente blev tilldelades 1685.

### Sammanslagningen
År 1791 slogs regementet samman med Östgöta kavalleriregemente för att bilda Livgrenadjärregementet. Omorganisationen och döpen till en "livgrenadjär" hederstitel genomfördes med avseende på regementets framsteg under Gustav III:s ryska krig. Inom det nya regementet byttes namn på regementet till Livgrenadjärregementets rotehållsdivision och behöll någon form av självständighet.

### Fältregementet
Genom försvarsbeslutet 1942 bildades ett fältregemente som under åren 1942–1949 bar namnet Östgöta infanteriregemente. Östgöta infanteriregemente var ett så kallat dubbleringsregemente till Livgrenadjärregementet (I 4). Dubbleringsregementet erhöll det ordinarie regementets nummer plus 30. Det vill säga Livgrenadjärregementet (I 4) satte således upp ett dubbleringsregemente som fick beteckningen I 34. Samtliga dubbleringsregementena erhöll egna namn efter förbandets tradition, eller från dess upptagningsområde. Det fredstida regementet, det vill säga Livgrenadjärregementet, betecknades I 4 depå, det för att särskilja det från krigsförbandet med samma beteckning.
Genom 1948 års försvarsbeslut övergick Krigsmakten till en brigadorganisation som var betydligt mer slagkraftig och starkare som förband. Totalt kom 35 infanteribrigader och pansarbrigader om 6.000 man vardera att organiseras åren 1949–1951, där man i viss mån övertog fältregementets namn och numrering. Till exempel fältregementet Livgrenadjärregementet (I 4) blev Grenadjärbrigaden (IB 4) och Östgöta infanteriregemente (I 34) blev Östgötabrigaden (IB 34).

## Ingående enheter
| 1634(?) - Livkompaniet - Överstelöjtnantens kompani - Majorens kompani - Ydre kompani - Östanstångs kompani - Kinds kompani - Västanstångs kompani - Vadstena kompani | 17??(?) - Livkompaniet - Stångebro kompani - Kinds kompani - Östanstångs kompani - Ombergs kompani - Vreta Klosters kompani - Motala kompani - Ydre kompani |

## Heraldik och traditioner

### Fälttåg
- Svensk-polska kriget 1626–1629
- Trettioåriga kriget 1631–1648
- Nordiska kriget 1655–1660
- Skånska kriget 1675–1679
- Stora nordiska kriget 1700–1721

## Förbandschefer

### Regementschefer
Nedan anges regementscheferna mellan 1674 och 1791. Chefsbostället var Kungsbro, Vreta kloster.

- 1674–1702: Gustaf Ulfsparre
- 1702–1706: Nils Alexander von Ungern-Sternberg
- 1706–1709: Jacob Sperling
- 1709–1716: Anders Appelgren
- 1709–1712: Magnus Gripensköld [b]
- 1712–1712: Johan Jäger (till Wüstenhagen och Lassontin) [c]
- 1712–1717: Pehr Stierncrantz [d]
- 1717–1721: Gabriel Ribbing
- 1721–1743: Carl Johan Wrangel
- 1743–1747: Carl Anders Sinclair
- 1747–1791: Fredrik Vilhelm von Hessenstein
- 1747–1757: Carl Johan Mörner [e]

### Överstelöjtnanter
- 1674–1684: Johan Orcharton
- 1684–1692: Georg Fredrik Leijonburg
- 1692–1702: Nils Alexander von Ungern-Sternberg
- 1703–1706: Carl Ludolf Leijonsten
- 1706–1708: Jakob Johan Törnsköld
- 17??–17??: Georg Albrecht Storckman
- 1735–1739: Johan Gyllenborg
- 1739–1739: Pehr Silfversparre
- 1741–1757: Carl Johan Mörner af Morlanda
- 1757–1760: Casper Herman Krebs
- 1760–1767: Fredrik Carl Sinclair
- 1773–1781: Lars Fredrik von Kaulbars

### Majorer
- 1674–1684: Georg Fredrik Leijonburg
- 1684–1700: Anders Gyllenållon
- 1700–1702: Gustaf Ulfsparre
- 1702–1707: Zakarias Klingenstierna
- 17??–17??: Hindric Knorring
- 1729–1735: Johan Gyllenborg
- 17??–17??: Nils Lilliehöök
- 1760–1773: Albrecht Tigerklou
- 1770–1776: Carl Göran Rehnberg

## Namn, beteckning och förläggningsort
| Östgöta infanteriregemente | 1636 | – | 1791 |
| Östgöta infanteriregemente | 1942 | – | 1949 |

| I 34 | 1942 | – | 1949 |

| Malmen    |      | – | 1791 |
| Linköping | 1942 | – | 1949 |